# شتافلفورر
شتافلورر (بالألمانية: Staffelführer) واحدة من أوائل الرتب شبه العسكرية التي استخدمتها قوات الأمن الخاصة النازية في السنوات الأولى من وجود هذه المجموعة. تعود رتبة شتافلفورر إس إس إلى الحرب العالمية الأولى، حيث استُخدم اللقب من قبل ضباط قيادة أسراب طائرات القوات الجوية الألمانية القيصرية، التي سميت في البداية باسم وحدات فيلدفليجر أبتيلونج في عام 1914، وقد كانت وحدات استطلاع فقط، ثم أطلق عليها لقب Staffeln شتافلن.
وُضعت رتبة شتافلورر لأول مرة في سبتمبر 1925 عند تشكيل إس إس رسميًا على غرار «شتوستروب أدولف هتلر» التي حلت في وقت سابق، وقد كانت مفرزة تنتمي لكتيبة العاصفة، مكلفة بالحماية الشخصية لأدولف هتلر في تجمعات الحزب النازي.   